# Periodizacija zgodovine
Periodizacija zgodovine pomeni delitev zgodovinskega dogajanja v posamezna zgodovinska obdobja. Zgodovinarji so kot prehode iz enega v drugo obdobje določili zgodovinske dogodke. 

## Pregled zgodovinskih obdobij
- predzgodovina ali obdobje učlovečenja (hominacije): nedoločeno dolga doba do 2 mio pr. n. št.

- pravek ali prazgodovina: 2 mio - 3500 pr. n. št. (Obsega 98 % vse človeške zgodovine)

- predkamena doba: 2 mio - 500.000 pr. n. št.
- kamena doba: 500.000 - 3500 pr. n. št.

- stara kamena doba ali paleolitik: 500.000 - 11.700 pr. n. št.

- starejši paleolitik: 500.000 - 100.000 pr. n. št.
- srednji paleolitik: 100.000 - 40.000 pr. n. št.
- mlajši paleolitik: 35.000 - 11.700 pr. n. št.

- srednja kamena doba ali mezolitik: 11.700 - 4500 pr. n. št.
- mlajša kamena doba ali neolitik: 4500 - 3500 pr. n. št.

- stari vek ali antika: 3500 pr. n. št. - 476 n.š.

- bronasta doba: 3500 - 1200 pr. n. št.

- zgodnja bronasta doba: 3500 - 2000 pr. n. št.
- srednja bronasta doba: 2000 - 1600 pr. n. št.
- pozna bronasta doba: 1600 - 1200 pr. n. št.

- železna doba: 1200 - 700 pr. n. št.
- klasična antika: 700 pr. n. št. - 476 n.š.

- srednji vek: 476 - 1492

- zgodnji srednji vek: 5. - 11. stoletje
- visoki srednji vek: 12. - 13. stoletje
- pozni srednji vek: 14. - 15. stoletje

- novi vek: 1492 - 1918

- zgodnji novi vek: 1500 - 1750
- visoki novi vek: 1750 - 1850
- pozni novi vek: 1850 - 1918

- sodobnost: 1918 - danes

- svet med obema vojnama: 1918 - 1939
- druga svetovna vojna: 1939 - 1945
- hladna vojna: 1945 - 1990
- polpretekla zgodovina: 1990 - danes

## Druge delitve
Glede na prostor v katerem se zgodovina preučuje zgodovinsko dogajanje, lahko zgodovino delimo na občo ali svetovno, narodno, pokrajinsko in krajevno. Glede na vsebino pa zgodovino delimo na politično, gospodarsko, družbeno,...

## Opomba
Razdelitve dob se od literature do literature razlikujejo. Razmejitvene letnice se razhajajo predvsem pri najzgodnejših obdobjih človeške zgodovine, od kamene do železne dobe. Navedena razdelitev pride v upoštev samo v nekaterih geografsko opredeljenih področjih, saj se je civilizacijski razvoj širil iz področja v področje postopoma: iz Prednje Azije ter Egipta v Zahodno in Srednjo Evropo, zatem pa v Severno Evropo. V Osrednji Aziji, Afriki in Ameriki je razvoj potekal drugače, zato je tudi razdelitev dob temu prilagojena. Za primer, v Subsaharski Afriki je neolitiku neposredno sledila železna doba. Nadalje nekateri strokovnjaki obdobja dodatno razčlenjujejo; tako se ponekod med kameno in bronasto dobo navaja bakrena doba ali eneolitik (tudi halkolitik), medtem ko pri mlajši kameni dobi nekateri razločujejo predkeramično in keramično obdobje (obdobje z ali brez lončarstva).
Podobno je pri novejših obdobjih od antike naprej. Zgornja razdelitev se je do sedaj še najbolj uveljavila, čeprav pa se spet pojavljajo razlike: nekateri na primer za konec srednjega veka navajajo leto 1453 - padec Bizantinskega cesarstva. Tudi začetek srednjega veka nekateri postavljajo v 6. stoletje. Kljub temu, da so časovne opredelitve zgodovinskih obdobij precej ohlapne, pa so nujne, in to zaradi lažjega pregleda nad sicer preobsežnimi zgodovinskimi podatki.